# Dombresson
Dombresson es una localidad y antigua comuna suiza del cantón de Neuchâtel, situada en el distrito de Val-de-Ruz. Desde el 1 de enero de 2013 hace parte de la comuna de Val-de-Ruz.

## Historia
La primera mención escrita de Dombresson data de 1178 cuando aparece en un documento con el nombre de ecclesiam de Danbrizun. La comuna mantuvo su autonomía hasta el 31 de diciembre de 2012. El 1 de enero de 2013 pasó a ser una localidad de la comuna de Val-de-Ruz, tras la fusión de las antiguas comunas de Boudevilliers, Cernier, Chézard-Saint-Martin, Coffrane, Dombresson, Engollon, Fenin-Vilars-Saules, Fontainemelon, Fontaines, Les Geneveys-sur-Coffrane, Les Hauts-Geneveys, Montmollin, Le Pâquier, Savagnier y Villiers.

## Geografía
La antigua comuna limitaba al norte con la comuna de Sonvilier (BE), al este con Le Pâquier y Villiers, al sur con Savagnier, y al oeste con Chézard-Saint-Martin.

## Demografía
En la siguiente tabla se muestra la evolución de la población histórica de la comuna: